# Brauer–Fowlers sats
Inom matematiken är Brauer–Fowlers sats, bevisad av Brauer & Fowler (1955), ett resultat som säger att om en grupp G har jämn ordning g > 2n, har den en äkta delgrupp av ordning större än g1/3. Beviset går ut på att räkna involutioner (element av ordning 2) i G. Kanske ännu intressantare är ett resultat som författarna härleder med samma metod, nämligen att upptill isomorfi finns det bara ett ändligt antal enkla grupper med givet centrum av en involution. Detta föreslog att ändliga enkla grupper kunde klassificeras genom att studera deras centrum av involutioner, och ledde till upptäckten av flera sporadiska grupper. Senare var det en motivation för klassificeringen av ändliga enkla grupper.